# Rijsserberg
De Rijsserberg (Nedersaksisch: Riesnderboarg) is een heuvel gelegen in de gemeente Rijssen-Holten in de Nederlandse provincie Overijssel. De top van de stuwwal ligt op 32,4 meter hoogte. De berg is gevormd door opstuwing door gletsjerijs ten tijde van het Saalien. De heuvel ligt ten zuiden van Rijssen, ten noorden van Elsen en ten noordoosten van de Friezenberg, nabij de A1.